# Rymosia airosai
Rymosia airosai är en tvåvingeart som beskrevs av Lane 1947. Rymosia airosai ingår i släktet Rymosia och familjen svampmyggor. Inga underarter finns listade i Catalogue of Life.